# Antanas Garmus
Antanas Garmus (ur. 19 lutego 1881 w Tursonas koło Kowna, zm. 23 lipca 1955 w Chicago) – litewski lekarz i działacz społeczno-polityczny, poseł na Sejm Ludowy w 1940 roku, samorządowiec, burmistrz Kowna.

## Życiorys
Ukończył gimnazjum w Lipawie, następnie studiował medycynę w Kijowie i Bernie (1907–14). W czasie I wojny światowej służył w armii rosyjskiej jako lekarz. 
We wczesnej młodości zaangażował się w ruch socjalistyczny, zostając członkiem LSDP (1901). Podczas wypadków 1905 roku aresztowany. 
W latach 1926–29 pracował jako asystent na Wydziale Medycyny Uniwersytetu Litewskiego. Od 1932 roku przez kilkanaście miesięcy dyrektorował sanatorium Czerwonego Krzyża na Litwie, później został szefem kowieńskiej kasy chorych. 
Od 1934 do 1940 pełnił mandat członka Rady Miejskiej Kowna. Od 20 czerwca do 20 listopada 1940 burmistrz Kowna, w głosowaniu z 14 lipca 1940 roku wybrany do Sejmu Ludowego Litwy, który zatwierdził włączenie kraju do ZSRR. Z jego wspomnień wynika, że nikt nie pytał go o zgodę na kandydowanie, a o umieszczeniu jego nazwiska na liście kandydatów dowiedział się z gazety.
W czasie okupacji radzieckiej udzielał się społecznie - od maja 1940 do lipca 1941 roku stał na czele litewskiego Czerwonego Krzyża. Od 1940 do 1944 roku pełnił urząd dziekana katedry biologii Uniwersytetu Witolda Wielkiego. 
W czasie II wojny światowej pomagał w ukrywaniu kowieńskich Żydów. W sierpniu 1944 roku próbował zbiec do Szwecji, jednak został aresztowany przez Niemców. Koniec wojny zastał go w zachodnich Niemczech, skąd w 1949 roku wyjechał do USA.
W 1950 roku zeznawał przed specjalną komisją amerykańskiej Izby Reprezentantów na temat okoliczności aneksji krajów bałtyckich do ZSRR podczas II wojny światowej.
W czasie swej działalności społecznej współpracował z licznymi gazetami litewskimi, m.in. "Naujienos", "Ūkininkas", "Naujoji Gadynė", "Vilniaus žinios", a w USA z "Keleivis", "Naujienos", "Darbas".